# Imre Varga
Imre Varga, též Emmerich Varga nebo Eduard Varga (4. prosince 1883 Letanovce – 1951), byl evangelický duchovní, československý politik německé národnosti ze Slovenska a meziválečný senátor Národního shromáždění za Spišskou německou stranu.

## Biografie
Od roku 1910 působil v Popradu jako luteránský kněz. Počátkem 30. let 20. století byl zvolen starostou. Byl hlavním představitelem místní Spišské německé komunity.
Po parlamentních volbách v roce 1929 získal senátorské křeslo v Národním shromáždění. Mandát ale nabyl až dodatečně roku 1934 jako náhradník poté, co zemřel senátor János Richter. Senátorem byl do roku 1935. Byl zvolen za Spišskou německou stranu, která ve volbách v roce 1929 kandidovala v rámci aliance, kdy jejími partnery byly Zemská křesťansko-socialistická strana a Maďarská národní strana.
Podle některých pramenů zasedl v senátu i po parlamentních volbách v roce 1935. Databáze senátorů po roce 1935 ovšem jeho jméno neobsahuje.
Profesí byl duchovním evangelické církve a starostou Popradu. V roce 1942 za slovenského štátu umožňoval místním židům se vyhnout deportacím pomocí konverze ke křesťanství. Kvůli tomu byl nucen ještě toho roku opustit svou farnost.